# Durrenbach
Durrenbach je občina v departmaju Bas-Rhin francoske regije Alzacija.
Leta 2010 je v občini živelo 1.090 oseb oz. 206 oseb/km².